# La Lanterne de Boquillon
Pour les articles homonymes, voir Boquillon.
La Lanterne de Boquillon est un journal satirique fondé en août 1868 quelques mois après La Lanterne d'Henri Rochefort par Albert Humbert (né le 24 février 1835 à Vesoul et décédé le 10 octobre 1886 à Langres). Ce journal a cessé de paraître en 1926.
L'auteur crée un personnage vulgaire et simple d'esprit pour mieux critiquer et séduire ses lecteurs tout en éloignant la censure .

## Description

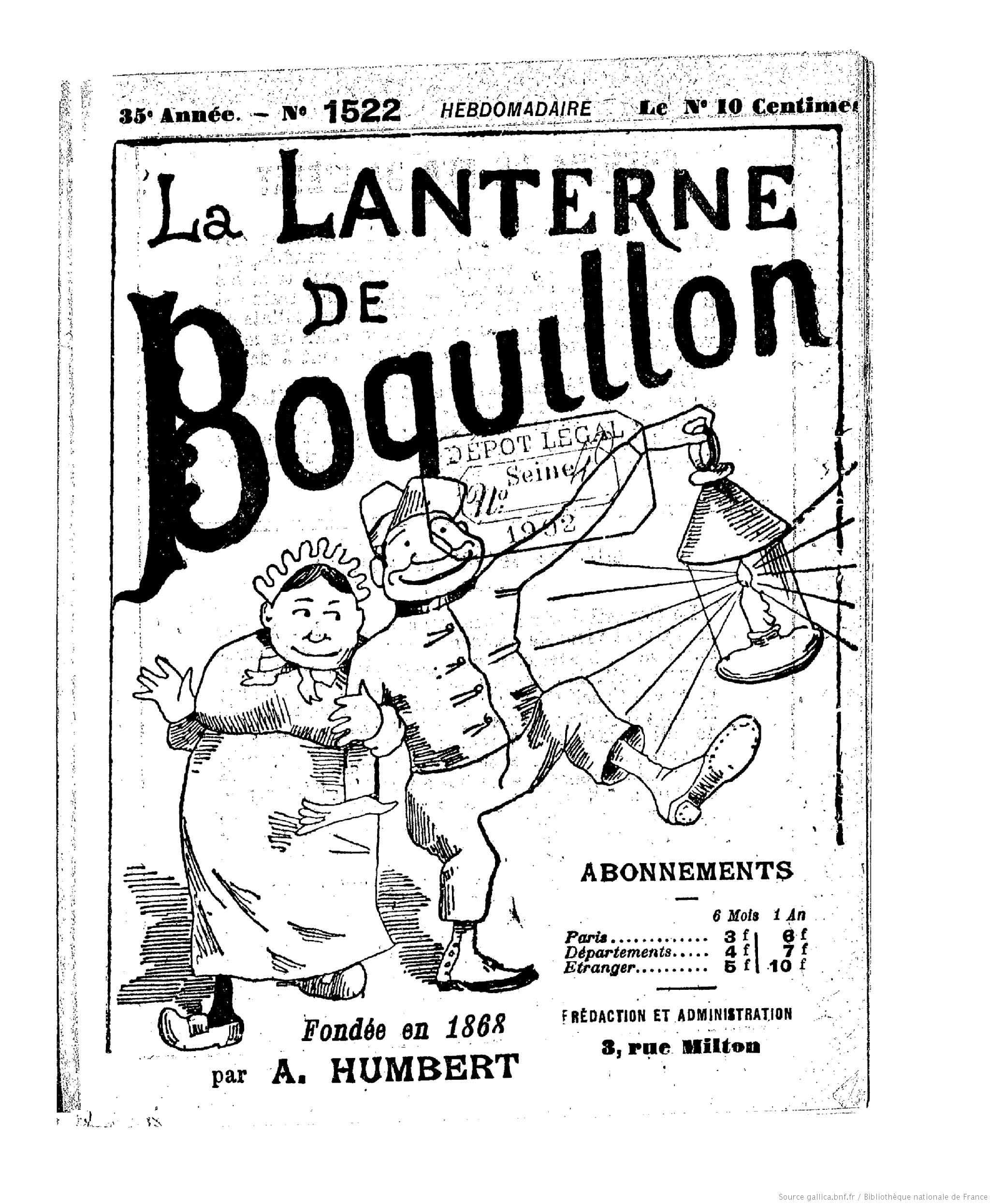
Première page d'un numéro de La Lanterne de Boquillon

La revue Ridiculosa, puliée en 2011, décrit ainsi  La Lanterne de Boquillon  :

« Entre 1868 et 1886, Albert Humbert publie plus de 700 numéros au fil desquels il met en scène le dialogue imaginaire d’un soldat, Boquillon, avec sa payse. Le personnage fait sa première apparition dans le journal L’Éclipse avant de devenir le sujet principal de La Lanterne. Humbert élabore une langue totalement dysorthographique, truffée de mots valises et autres néologismes, avec une écriture enfantine, joyeuse et pleine de gouaille argotique (« voici une nouvelle épastrouillante annoncée dans une gazette monarchitrouilleuse... »). Les textes, parsemés d’illustrations satiriques (véritable originalité alors qu’en général à cette époque textes et images occupent des espaces bien distincts), abordent les questions politiques et sociales. Humbert-Boquillon milite pour la République. Il se montre farouchement anticlérical et dénonce, sous couvert d’un discours en apparence naïf, les forces réactionnaires ou conservatrices à l’œuvre. Il flétrit l’Église, la magistrature et l’armée. »

Les dessins sont d'Albert Humbert.
Après la mort de Boquillon, Émile Cohl et Georges Coutan (alias Pasquin) poursuivent la publication, mais la revue devient indigente après la Première Guerre mondiale même si elle a continué à paraître jusqu'en 1926. Au début du XXe siècle, elle est de tonalité nettement anticléricale.

## Sources
- "Gallica", bibliothèque numérique de la Bibliothèque nationale de France, permet de consulter via internet 1684 numéros de cette revue entre 1868 et 1905.